# Платформа General Motors K (FWD)
K-body — автомобильная платформа компании General Motors.

## Описание
На платформе K-body выпускались переднеприводные седаны марки Cadillac. Начиная с 1986 года, платформа K-body производилась в Детройте.
Первый автомобиль на платформе K-body — Cadillac Seville. С 1994 года на платформе K-body также выпускался Cadillac Deville.

## Применения
- 1980—1997 Cadillac Seville[1][2][3][4]
- 1994—1999 Cadillac (Sedan) DeVille[5][6][7]